# Heliothea radiata
Heliothea radiata là một loài bướm đêm trong họ Geometridae.